# Humour absurde

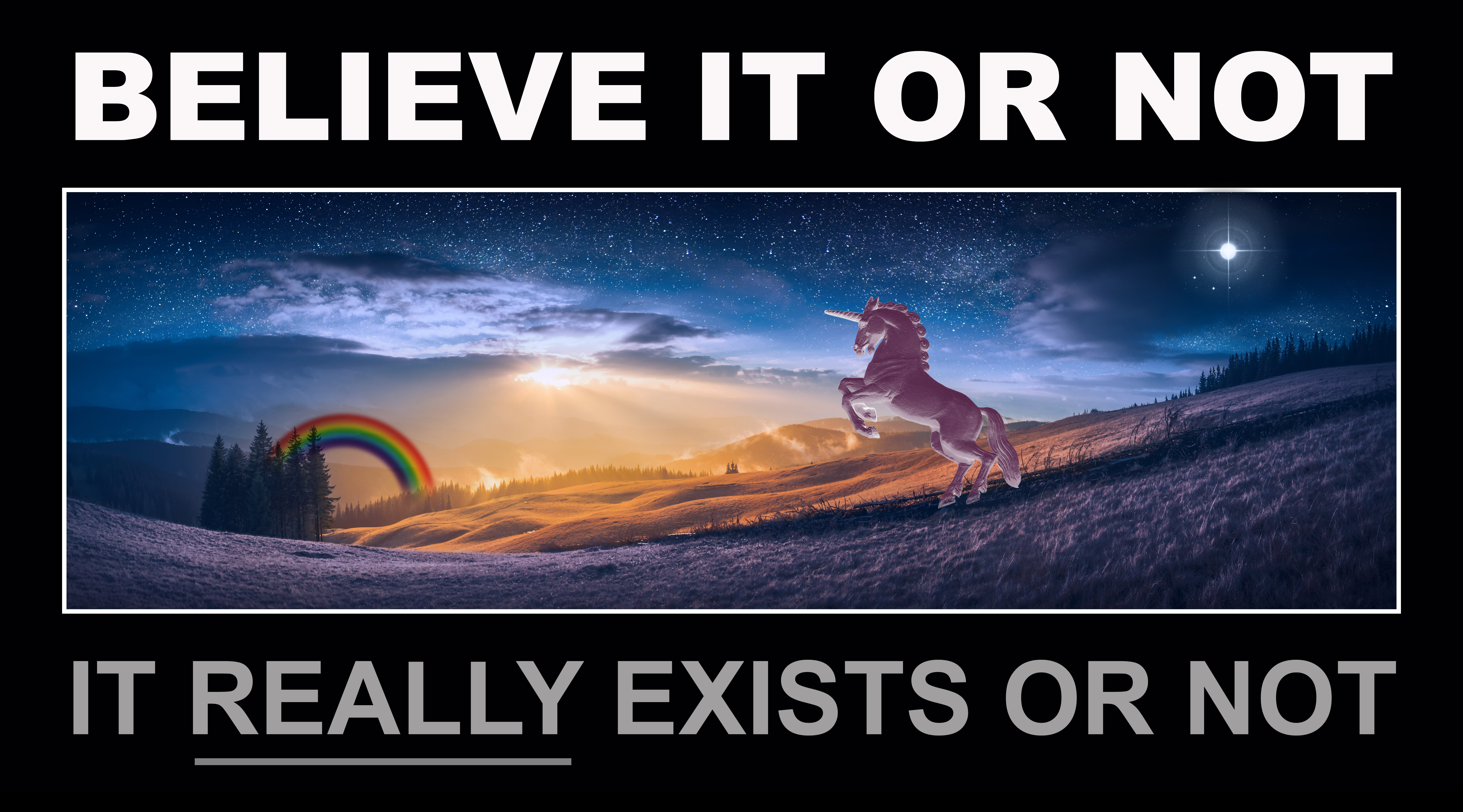
Humour absurde.

L'humour absurde est une forme d'humour qui viole délibérément les raisons causales aboutissant à des conclusions ou des comportements illogiques (absurde) dans le but de provoquer le rire.

## Origine
L'humour absurde a un lien direct avec le raisonnement par l'absurde dont on fait remonter l'origine à la Grèce antique. Mais les origines d'un humour absurde à proprement parler commenceraient dans le XIXe et le XXe siècle avec la pataphysique, le dadaïsme, le surréalisme et le théâtre de l’absurde.

## Définition
L'humour absurde est proche du non-sens, de l'illogisme. On peut noter que le philosophe Emmanuel Kant faisait état que « l’humour naît quand l’esprit perçoit un fait anormal, inattendu ou bizarre, en un mot incongru et qui rompt avec l’ordre normal des choses ». Certains auteurs identifient trois types d'humour absurde : l’humour absurde moderne cérébral, l’absurde psychoaffectif et l’humour absurde moderne social, voire un quatrième avec l'humour absurde philosophique. L’illogisme, la distanciation émotive, l’incohérence et le paradoxe sont les effets produits par l'humour absurde.

### Mécanisme
L'humour absurde se construit en juxtaposant des termes de manière inattendue, en produisant des associations d'idées étranges, en utilisant la technique du non sequitur, autant de pratiques qui peuvent aboutir à une situation illogique. L'émetteur d'un message humoristique absurde pourra chercher à décevoir les attentes du récepteur en offrant au message une conclusion qui ne suit pas ses prémisses, provoquant un décalage avec les conclusions attendues d'une analyse logique de la situation dans le monde habituel et sensé dans lequel le récepteur croit être en train de raisonner. Le message prend ainsi une apparence logique mais dénuée de sens.
Il en va de même pour un geste dont le sens ou l'action qu'il produit, peut entrer en contradiction avec le sens communiqué par le message linguistique qui l'accompagne.
L'humour absurde peut également être le produit d'une situation de vie inhabituelle, où les messages et les gestes deviennent inappropriés, inadaptés, décalés, inopportuns là où ils se produisent et que ce décalage suscite le rire. La situation de vie peut se suffire à elle-même pour être perçue comme absurde sans qu'il y ait besoin de langage pour révéler son aspect drôle et incongru (c'est le cas des scènes burlesques du cinéma muet ou slapstick).

#### Procédés rhétoriques et poétiques associés à l'humour absurde
- Non sequitur
- Trompe-oreilles
- Amphigouri

### Des distinctions à faire

#### Non-sens et nonsense
Il est à noter qu'il existe, selon les dictionnaires du Larousse et Harraps, une différence entre le non-sens de la langue française et le nonsense de la langue anglaise. Le non-sens de la langue française se situerait davantage dans le domaine de la logique en signifiant une absence de sens logique alors que le nonsense anglais a une connotation plus ludique et plus large et peut également signifier bêtise, sottise, imbécilité, enfantillage, correspondant mieux à l'idée d'humour absurde. Certains auteurs francophones utilisent exclusivement la terme de nonsense, d'autres ne font pas de distinction en utilisant le terme français pour toutes les acceptions du nonsense anglais.

#### Nonsense et absurde
Une distinction peut être faite entre l'absurde et le nonsense dans la mesure où ce dernier est le « sens de l’humour appliqué aux mots », c'est-à-dire qu'il « lâche la bride au langage, permet à la mécanique des mots de fonctionner un instant toute seule, et se donne l’air de trouver parfaitement naturel ce qui est, selon le cas, franche absurdité, lapalissade gravement formulée, paradoxe cocasse ou raisonnement grotesque »,. Alors que l'humour absurde, plutôt que de se situer au niveau de la mécanique des mots, se situerait au niveau de la mécanique du discours, parce qu'il agence les mots en préservant une certaine intelligibilité pour l'interprétation. Ainsi s'il peut y avoir de l'absurde dans le nonsense, l'inverse n'est pas forcément vrai.

#### Nonsense et absurd
Parallèlement, une autre difficulté tient au fait que dans la langue anglaise il existe une différence entre absurd et nonsense, là où on parle de theatre of the absurd et non de nonsense theatre. Cette différence est liée à un emprunt de la langue anglaise au français fait par Martin Esslin du terme théâtre de l'absurde pour définir le genre. Cette distinction de la langue anglaise exclut le théâtre de l'absurde de l'humour nonsense, soit de ce que nous appelons en français l'humour absurde.

#### Burlesque et absurde
Le burlesque est un humour absurde employant des termes familiers ou vulgaires, mettant en scène des gestes violents (chutes, coups de bâtons) pour traiter absurdement un sujet noble. L'héroï-comique est l'inverse du burlesque.

#### Humour noir et humour absurde
Il peut paraître difficile de distinguer l'humour noir de l'humour absurde parce qu'ils sont souvent liés dans l'activité humoristique et que « l'humour noir est en somme un des moyens par lesquels l’esprit parvient à se défendre contre l’inéluctable absurdité de l'univers ». Si l'on peut penser que la définition unanime d'un humour noir est impossible à fournir, il existe dans chaque culture des capacités d'interprétation instinctives et spontanées qui « cernent correctement cette réalité de l’humour noir que nous savons généralement identifier quand nous le rencontrons ».
Certains auteurs interprètent que les deux humours prennent la mort comme sujet mais que son traitement n'est pas identique dans chacun d'eux. Alors que le premier se moque de la mort pour s'en libérer avec cynisme, froideur et une certaine violence, l'humour absurde conjure l'angoisse de la mort en faisant un constat psychosocial par une mise en abyme de l'absence de sens de l'existence.
Le contexte, qu'il soit à dominante historique ou culturelle, tient un rôle important dans l'interprétation de la nature de l'humour. Ainsi, en mai 1985, un dessin de Cabu dans l'émission Droit de réponse, qui représentait en forme de frites géantes les supporters belges d'un match de football, semblait relever de l'humour absurde mais dans le contexte historique de la catastrophe du stade du Heysel. Les frites représentant les morts, ce dessin était interprété comme un dessin d'humour noir que l'animateur de l'émission Michel Polac avait trouvé scandaleux et dénué d'humour pour finir par le censurer d'antenne. Il faut ajouter que le dessin était accompagné également d'un commentaire explicite : « Compressés contre les grillages, les spectateurs ressortent en frites » qui ne fait plus aucun doute sur l'interprétation de l'aspect noir du dessin pour des raisons culturelles cette fois, ce qui montre comment les contextes historiques et culturels peuvent être intimement liés dans le rôle qu'ils tiennent dans l'interprétation de l'humour. De même, si le livre de Jonathan Swift, Modeste proposition pour éviter que les enfants d'Irlande soient un fardeau pour leurs parents ou pour leur pays et pour les rendre utiles à la communauté, peut de nos jours être interprété par le lecteur comme un humour absurde, parce que dans ce livre Swift enjoint à ses concitoyens de vendre comme viande de boucherie leurs propres enfants pour sortir de la misère; dans le contexte de 1729, époque de sa publication et de réelle grande pauvreté en Irlande, ce livre était un pamphlet d'une ironie féroce et noire dont l'humour même pouvait paraître exclu.
Le contexte culturel, seul, peut conditionner l'interprétation, comme le montre cette citation d'Alphonse Allais écrite après avoir voyagé dans un train bondé d'enfants, aux apparences absurdes mais qui s'apparente dans beaucoup de cultures à de l'humour noir : « Les familles, l’été venu, se dirigent vers la mer en y emmenant leurs enfants dans l’espoir, souvent déçu, de noyer les plus laids ».

#### Folie et humour absurde
L'humour absurde et la folie peuvent être confondus parce que les propos et les gestes d'humour absurde peuvent donner l'impression que celui qui les produit est touché d'une incapacité à penser logiquement, d'un désordre mental, de démence, au mieux qu'il est bête ; ses propos sont alors qualifiés de crétins, d'idiots, de déments. Ces qualificatifs péjoratifs peuvent signifier que le récepteur du message n'a pas saisi la dimension humoristique, ou bien que l'émetteur est tout simplement fou. L'humour absurde peut ressembler à la folie au point que dans la cinématographie on a souvent recours à un personnage naïf, idiot, bêta, simplet ou comportant un désordre mental pour exprimer l'absurde d'un scénario; tels sont les films: La Party, Jour de fête, Bienvenue, mister Chance, Forrest Gump, Bernie, L'Armée des douze singes. Les blagues juives mettent souvent en scène un schlémil, un simplet, qui ouvre l'histoire de la blague au monde de l'absurde. Si l'humour absurde montre la part de folie du monde, il n'est pas une folie car « L’absurde n’est pas l’illogisme, ni même l’alogisme, à l’état pur : il faut bien qu’un reste de santé mentale subsiste pour faire paraître la folie et que le chaos ressorte sur un fond quelque peu ordonné ».

#### La question de la réception de l'humour absurde
La capacité culturelle pour le récepteur à identifier ce qui est absurde ou ne l'est pas va conditionner sa capacité à comprendre et donc rire à l'humour absurde. Pour comprendre l'absurde, il ne faut pas prendre le message au premier degré, et entrer en complicité avec son auteur. Le niveau de complicité, qui est une forme d'adhésion au message, dépend de questions culturelles et de morale.

## Les humours absurdes

### L'humour anglais
Sans que l'on puisse apporter la preuve formelle que les Anglais aient inventé l'humour, il est indéniable que l'humour anglais est particulièrement caractérisé par une dimension absurde. Au XIXe siècle, Les Aventures d'Alice au pays des merveilles de Lewis Carroll ont largement diffusé la notion et l'esprit de l'absurde en humour. Durant le XXe siècle, avec le développement des moyens de communication télévisuels, la troupe d'artistes des Monty python connue pour l'absurdité de son humour, a popularisé à travers le monde un certain humour anglais absurde comme on le connaît aujourd'hui. On peut également citer des artistes, moins connus du monde non-anglophone, tels que le duo des deux ronnies (en), Eddie Izzard, ou Lee Evans avec son personnage de Malcolm. La culture populaire anglaise recèle de blagues absurdes.

### L'humour absurde dit«moderne»du Québec
Au Québec, Simon Papineau identifie, parmi les comiques québécois, un nouvel humour absurde qualifié de moderne défini comme tel: « L’humour absurde moderne québécois est un type d’humour qui se plaît à faire des associations entre des mots, des objets, des personnages, des lieux et des concepts qui n’ont, a priori, strictement aucun « rapport », voire aucun lien entre eux et qui semblent ne renvoyer à rien d’autre qu’à eux-mêmes, et ce dans le but de faire rire ». Cet humour absurde moderne succéderait dans l'histoire à un humour absurde classique où ce n'était pas forcément la nature des sujets choisis qui étaient absurdes mais leurs traitements et où l'humoriste s'adaptait au monde du public ; tandis que dans l'humour absurde moderne, les sujets sont délibérément absurdes et le public doit s'adapter au monde absurde, voire fantastique, de l'humoriste. Les représentants de cet absurde moderne québécois seraient, parmi d'autres, les Denis Drolet, Jean-Thomas Jobin, les Chick'n Swell, Patrick Groulx.

### Cultures populaires
Les types de blagues issues de la culture populaire peuvent porter un sens de l'humour absurde

#### Culture populaire juive
La culture populaire juive n'est pas exempt d'humour absurde, car « l'un des aspects les plus visibles de l'humour juif est le dérèglement de la logique et du principe de causalité ». La culture Yiddish connaît de nombreuses blagues absurdes,.
Exemples :
- « Après l’assassinat du tsar Nicolas II en Russie, un représentant du gouvernement en Ukraine menace un rabbin : « Je suppose que tu sais qui est derrière ça. » « Ach, répond le rabbin, je n’en sais rien, mais de toute façon le gouvernement va conclure comme d’habitude : ce sera la faute des Juifs et des ramoneurs. » Étonné, l’homme du gouvernement demande : « Pourquoi les ramoneurs ? » Le rabbin lui répond : « Pourquoi les Juifs ? »[8]
- « En Allemagne au début du nazisme un Juif rencontre dans un café un autre Juif, un ami qui lit le journal antisémite Der Stürmer. « Mais comment, tu lis cette horreur ? » « Bien sûr ! Quand je lis de la presse juive, il n’y a que des mauvaises nouvelles, des persécutions, de l’antisémitisme partout… Alors que dans ce journal, il est écrit que nous sommes les maîtres du monde et contrôlons tout, c’est quand même plus réconfortant ! »[8].
- « Mon fils, j'ai une devinette pour toi : qu'est-ce qui est vert, humide, accroché au mur et qui siffle ?
Le fils : Hum, je ne sais pas papa...
Le père : C'est un hareng.
Le fils : Un hareng ? Mais ce n'est pas accroché au mur !
Le père : Si, si tu l'accroches au mur, ça peut être accroché au mur.
Le fils : Mais ce n'est ni vert ni humide !
Le père : Si, si tu le peins en vert il sera vert et quand la peinture n'est pas sèche il est humide.
Le fils : Mais il ne peut pas siffler !
Le père : Ah ! Ça, c'était juste pour que la devinette ne soit pas trop facile ! »[11].

#### Culture populaire anglo-américaine

##### Elephant joke
Les Elephant joke (en) sont un type de blague absurde impliquant un éléphant, apparues dans les années soixante à Appleton (Wisconsin) aux États-Unis sous la forme de cartes à collectionner imprimées par L.M. Becker Co.
- Exemples d'Elephant joke :

Texte anglais à traduire :

Question: Why did the elephant paint its fingernails red?
Réponse: So it could hide in the strawberry patch.

Q: How can you tell that an elephant is in the bathtub with you?

R: By the smell of peanuts on its breath.

Q: How can you tell that an elephant has been in your refrigerator/ice box?

R: By the footprints in the butter/cheesecake/cream cheese.

Q: What time is it when an elephant sits on your fence?

R: Time to build a new fence,.
Réponse : Pour qu'il puisse se cacher dans les champs de fraises.

Q : Comment peut-on savoir qu'un éléphant est avec soi dans la baignoire ?

R : Par l'odeur de cacahuètes de son haleine.

Q : Comment peut-on savoir qu'un éléphant était dans le réfrigérateur ?

R : Par les empreintes dans le beurre.

Q : Quelle heure est-il quand un éléphant s'assoit sur votre clôture ?

R : L'heure de construire une nouvelle clôture.

##### Shaggy dog story
Les shaggy dog stories sont des histoires qui prennent la forme classique d'une blague mais qui s'allongent dans le temps et dont la chute, qui peut paraître abrupte, ne semble pas tenir un rapport de sens avec ce qui la précède,. Au Royaume-Uni, Ronnie Corbett est réputé pour ses shaggy dog stories.
- Exemple de ''shaggy dog story'' :

#### Culture populaire italienne

##### Lasupercazzola
La supercazzola est un néologisme décrivant une pratique qui a été connue du grand public par le biais du cinéma avec la sortie du film Mes chers amis de Mario Monicelli en 1975 et qui est devenu synonyme de nonsense dans la culture de masse italienne (it). La supercazzola (déformation du terme original supercàzzora que l'acteur Ugo Tognazzi prononçait d'une manière trop rapide pour distinguer la dernière syllabe), qui débute le plus souvent par une question, consiste à introduire des mots incompréhensibles au milieu d'un discours, de joindre des mots inexistants à des mots réels, plongeant la discussion à la limite de l'absurde et du non-sens, mais la rendant encore assez compréhensible pour que l'interlocuteur cherche à comprendre la supercazzola et à répondre aux questions qu'elle pose.
Exemples de supercazzola :
- Dialogue dans la rue entre les personnages du comte Mascetti (Ugo Tognazzi), d'un policier et de Perotti (Philippe Noiret) :

- Le personnage de Perotti sur son lit de mort à un prêtre :

Texte italien à traduire :

Prete : Dimmi, figliolo.
Perozzi : Sbiliguda venial... Con la supercazzola prematurata.
Prete: Come, figliolo?
Perozzi: Confesso, come foss'antani, con lo scappellamento... A destra e... Costantinato ammàniti.
Prete: Quante volte, figliolo?
Perozzi: Fifty-fifty per la fine... Come fosse mea culpa... Alla supercazz...
Prete: Ed io ti assolvo, dai tuoi peccati.
La supercazzola a été utilisée par un animateur du programme télévisé italien Le Iene durant des interviews où les interlocuteurs, plutôt que d'admettre ne pas avoir compris la question, cherchaient à fournir une réponse à leur interlocuteur, provoquant l'hilarité du spectateur.

#### Culture populaire française
Dans la tradition française, on parle plus de bon mot, de jeux de mots ou de trait ou de mot d'esprit pour évoquer l'humour mais cela n'empêche pas que celui-ci puisse être populaire et absurde.

##### La pointe
La pointe est selon Jean-François Marmontel, grammairien et encyclopédiste du XVIIIe siècle, un jeu de mots amusant, une saillie drolatique que l'on retrouve dans la conversation ou dans des ouvrages légers. Dans son dictionnaire élements de littérature, Marmontel écrit à propos de la pointe: « Les jeux de mots sans avoir cette finesse piquante, sont quelquefois plaisants, par la surprise qui naît du détour de l'expression ». Marmontel en cite quelques exemples qui ont une dimension absurde dans leur humour :
« Un cheval étant tombé dans une cave, le peuple s'était assemblé, et on se demandait : « Comment le tirer de là ? », « — rien de plus aisé », dit quelqu'un, « il n’y a qu’à le tirer en bouteille. » ».
« Un prédicateur, resté court en chaire, avouait à ses auditeurs, qu'il avait perdu la mémoire, « Qu'on ferme les portes » s'écria un mauvais plaisant, « il n'y a ici que d'honnêtes gens, il faut que la mémoire de monsieur se retrouve » ».

##### Brèves de comptoir
En France Jean-Marie Gourio s'est attaché à fréquenter les bars et à recueillir les paroles et discussions qui s'y tenaient. Il en a retiré une série d'ouvrages intitulés Brèves de comptoir qui contiennent de nombreux exemples d'humour absurde que l'on pourrait qualifier de bistro.
Il suffit d'ouvrir les premières pages d'un de ses recueils pour rencontrer de l'humour absurde :
« Il tue quelqu'un et il s'excuse, alors moi je dis trop tard ! Il fallait s'excuser avant ».
« Qu'on vote ou pas ça change quoi ? De toute façon, ils sont élus ».
Les Brèves de comptoir n'ont jamais reçu de prix de l'humour absurde mais deux fois celui du grand prix de l'Humour noir. Des adaptations au théâtre, à l'opéra et au cinéma ont été réalisées. À la télévision les Brèves de comptoir étaient racontées par Jean Carmet dans l'émission Palace. Jean-Marie Gourio a travaillé dans beaucoup de journaux français (Hara-Kiri et Charlie Hebdo) et participé à des émissions de télévision et de radio françaises (Merci Bernard, Palace, Les Nuls et Le Tribunal des flagrants délires) d'humour absurde.

#### La blague la plus drôle du monde
En 2002, le psychologue Richard Wiseman et quelques-uns de ses confrères ont cherché à savoir, à travers une expérience qu'ils ont nommé Laughlab, quelle était la blague la plus drôle dans le monde (en), c'est-à-dire « celle qui fait rire le plus de monde, quel que soit l’âge, le sexe ou la nationalité », en invitant les internautes à envoyer leurs meilleures blagues par internet et donner une appréciation sur celles qui étaient postées sur le site du LaughLab,. La récolte des données ayant rassemblé 40 000 blagues, il s'avère que la meilleure blague du monde est une blague d'humour absurde. De cette enquête, dont la méthodologie est contestée du fait du choix d'un panel constitué exclusivement d'internautes qui plus est anglophones, il en ressort que les Européens aiment le plus l'humour absurde et les blagues conjurant ce qu'il peut y avoir de plus angoissant dans la vie tels la maladie, la mort... le mariage (sic) ; et que les Américains du nord aiment l'humour dans lequel un des protagonistes de la blague est stupide, niais ou ridiculisé,.
Et la blague la plus drôle du monde est :
« Two hunters are out in the woods when one of them collapses. He doesn't seem to be breathing and his eyes are glazed. The other guy whips out his phone and calls the emergency services. He gasps, "My friend is dead! What can I do?". The operator says "Calm down. I can help. First, let's make sure he's dead." There is a silence, then a shot is heard. Back on the phone, the guy says "OK, now what?" »
Traduction en français de la blague la plus drôle du monde :
« Deux chasseurs du New Jersey marchent en forêt quand l'un d’eux tombe par terre. Ses yeux sont révulsés, il ne respire plus. Son coéquipier se saisit du téléphone portable et appelle les services d’urgence. Paniqué, la voix brisée, il dit à l’opérateur : « mon copain est mort ! Qu’est-ce que je dois faire ! » - « Calmez-vous », répond l’opérateur d’une voix rassurante, « d’abord, assurez-vous qu’il soit bien mort ». Un silence, puis un coup de feu. Le chasseur reprend le téléphone : « Ok, et maintenant ? »
La deuxième blague la plus drôle du monde est :
« Sherlock Holmes and Dr Watson were going camping. They pitched their tent under the stars and went to sleep.

Sometime in the middle of the night Holmes woke Watson up and said: Watson, look up at the stars, and tell me what you see.

Watson replied: I see millions and millions of stars.

Holmes said: and what do you deduce from that?

Watson replied: Well, if there are millions of stars, and if even a few of those have planets, it’s quite likely there are some planets like earth out there. And if there are a few planets like earth out there, there might also be life.

And Holmes said: Watson, you idiot, it means that somebody stole our tent. »
Traduction en français de la deuxième blague la plus drôle du monde :
« Sherlock Holmes et le Docteur Watson font du camping. Ils ont planté leur tente sous les étoiles et se sont endormis.

Au beau milieu de la nuit, Holmes réveille Watson et lui dit : Watson, regarde les étoiles et dis-moi ce que tu vois.

Watson répond : Je vois des millions et des millions d'étoiles.

Holmes dit : Et qu'en déduis-tu ?

Watson répond : Eh bien, s'il y a des millions d'étoiles, et même si seulement quelques-unes d'entre elles ont des planètes, il est tout à fait probable qu'il existe quelques planètes comme la Terre quelque part. Et s'il y a quelques planètes comme la Terre quelque part, il doit bien y avoir aussi de la vie.

Et Holmes répond : Watson, espèce de crétin, ça veut surtout dire qu'on nous a volé la tente. »

## Œuvres représentatives de l'humour absurde

### Littérature
- Jonathan Swift, Humble proposition pour empêcher les enfants des pauvres en Irlande d’être à la charge de leurs parents ou de leur pays et pour les rendre utiles au public, [1729).
- Edward Lear, A book of non-sense, (1846), Poèmes sans sens (bilingue, traduction de Henri Parisot, Aubier Montaigne, (1993), Nonsense (bilingue, traduction de Patrick Hersant), Ombres, (1997), L’Histoire des Quatre Petits Enfants qui Firent le Tour du Monde, (traduction de François Ruy-Vidal), Harlin Quist, (1970}, et autres œuvres.
- Lewis Carroll, Les Aventures d'Alice au pays des merveilles, (1865), De l'autre côté du miroir, 1931, et autres œuvres.
- Alphonse Allais, À se tordre. Paris, Ollendorff, (1891), Deux et deux font cinq. Paris, Ollendorff, (1895), et autres œuvres.
- Pierre Dac, Le Boudin sacré, éd. Spéciale, (1971-72) et autres œuvres.
- Auteurs du Collège de 'Pataphysique.
- Douglas Adams, Le Guide du voyageur galactique, (1979), et autres œuvres.

### Pièces de théâtre
- Alfred Jarry, Ubu roi.
- Eugène Ionesco, La Cantatrice chauve.

### Chanson
- Jean Constantin, Les Pantoufles à papa, (1955).
- Boby Lapointe, Aragon et Castille, (1960), Framboise, (1960) et autres chansons.
- Philippe Katerine, Poulet no 728120, (1999), et autres chansons.

### Œuvres cinématographiques

#### Fiction
- Norman Panama, Astronautes malgré eux, (1962), Royaume-Uni.
- Dino Risi, Franco Rossi et Luigi Filippo D'Amico, Les Complexés, (1965), Italie.
- Eldar Riazanov, L'Ironie du sort, (1975), Union des républiques socialistes soviétiques.
- Terry Gilliam, Terry Jones, Monty Python : Sacré Graal !, (1975), Royaume-Uni.
- Michael Hui, Mr Boo détective privé, (1976), Hong-Kong.
- Hal Ashby, Bienvenue, mister Chance, (1979), États-Unis.
- Terry Jones, Le Sens de la vie, (1982), Royaume-Uni.
- Luc Moullet, Essai d'ouverture, (1988), Parpaillon, (1993), Les Naufragés de la D17, (2002).
- Harold Ramis, Un jour sans fin, (1993), États-Unis.
- Josef Fares, Cops, (2003), Suède.
- Albert Dupontel, Bernie, (1996), Enfermés dehors, (2006).
- Jean-Jacques Rousseau (cinéaste), La Revanche du sacristain cannibale, (2004), Belgique.
- Benoît Delépine, Gustave Kervern, Aaltra, (2004).
- Quentin Dupieux, Rubber, (2010), Wrong, (2012), Wrong Cops, (2013).

#### Documentaire
- Pierre Carles, Pas vu pas pris, (1998).
- Michael Moore, Bowling for Columbine, (2002), États-Unis d'Amérique.

#### Animation
- Phil Mulloy, Cowboys, (1991) et autres œuvres, Royaume-Uni.
- Tatia Rosenthal, Le Sens de la vie pour 9,99 $, (2008), Israël, Australie.

### Télévision

#### Émissions télévisées
- 1 = 3, (1964), émission de Jacques Martin et Jean Yanne, RTF
- La Caméra invisible, (1964-1971), RTF et ORTF.
- Monty Python's Flying Circus, (1969-1974), BBC1 Royaume-Uni.
- Ronnie Barker, Ronnie Corbett, The Two Ronnies (en), (1971-1987), BBC1, Royaume-Uni.
- Pierre Carles chroniqueur à l'émission L'Assiette anglaise, Antenne 2.
- La Minute nécessaire de monsieur Cyclopède, (1982-1984), FR3.
- Merci Bernard, (1982-1984), FR3.
- Strip-tease, (1982-2002), RTBF1, FR3, Belgique et France.
- Daniel Prévost animateur dans le Petit Rapporteur et présentateur de l'émission Anagram, (1985), TF1.
- Les Documents interdits, (1986-1989), Arte.
- Les Nuls, (1987-1992), Canal+.
- Les interviews d'Hugues Delatte, TF1, Canal+.
- Studio Julmahuvi (fi), (1998), Yle TV1 Finlande
- Les Chick'n Swell, (2001-2003), Radio Canada, Canada.
- Groland, Canal+.
- Juste pour rire : Les gags, TVA, CBC Television, Canal D; Canada.
- Les Robins des bois, Canal+.
- La Minute blonde, Canal+.
- Le Palmashow, D8.
- Oncle Grandpa, Cartoon Network (2013-2017)

#### Séries télévisées
- Linwood Boomer, Malcolm, (2000-2006), États-Unis d'Amérique.

#### Dessins animés
- Jacques Rouxel, Les Shadoks (1968-1973), France.
- Atte Järvinen (fi) Pasila (série animée) (fi), (2007-2013), Finlande.
- Peter Browngardt (en), Oncle Grandpa, États-Unis d'Amérique.
- John Kricfalusi, Ren et Stimpy, (1991-1996), États-Unis d'Amérique.
- Trey Parker et Matt Stone, South Park, États-Unis d'Amérique.
- Stephen Hillenburg, Bob l'éponge, États-Unis d'Amérique.

### Radio
- Pierre Dac, Signé Furax, (1951-1952), RTF et Europe 1.
- Pierre Dac et Henri Marc, Le Boudin sacré, (1971-1972), La lumière qui éteint (1971-1972), le gruyère qui tue (1976) et autres feuilletons radiophoniques.
- Collectif, Le Tribunal des flagrants délires, (1980-1981 et 1982-1983), France Inter.
- Pierre Dac et Louis Rognoni, Bons baisers de partout, (1982-1984), France Inter.
- François Pérusse, Les deux minutes du peuple, NRJ (Québec), CHLC-FM, CHOE-FM, CIPC-FM, CKOI-FM, France Inter, Europe 2, Rire et chansons, Couleur 3, Rouge FM, Joker FM, Contact 2, Canada.
- Frédéric Martin, Le Monde de monsieur Fred, (1998-2003), OÜI FM.
- Vincent Kucholl, 120 secondes, (2011-2014), Couleur 3, Suisse

### Bandes dessinés
- Nikita Mandryka, Le Concombre masqué
- F'murr, Le Génie des alpages
- Philippe Valette, Georges Clooney tome 2 - Mi-homme Michel
- Dimitri Planchon, jésus et les copains
- Kamagurka et Herr Seele, Cowboy Henk
- Fabcaro, Zaï zaï zaï zaï[25], 6 Pieds sous terre, 2015

### Comiques
- Marx Brothers, États-Unis.
- Pierre Dac.
- Norman Wisdom, Royaume-Uni.
- Raymond Devos.
- Richard Pryor, États-Unis.
- Ronnie Corbett, Royaume-Uni.
- Woody Allen, États-Unis.
- Popeck.
- Steve Martin, États-Unis.
- Andy Kaufman, États-Unis.
- Monty Python, Royaume-Uni.
- Daniel Prévost.
- Pierre Desproges.
- Eddie Izzard, Royaume-Uni.
- Lee Evans (acteur), personnage de Malcolm, Royaume-Uni.
- Denis Drolet, Canada.
- Jean-Thomas Jobin, Canada.
- Les Chick'n Swell, Canada.
- Patrick Groulx, Canada.
- Ben.
- Arnaud Tsamere.
- François Rollin.